# Союз Українських Канадійських Вояків
Сою́з Украї́нських Канаді́йських Воякі́в (за морем), (СУКВ) — організація українців-вояків канадського війська у 1943 — 1945, заснована 1943 у Манчестері (Англія) з метою забезпечення соціальних і культурних потреб українців в канадських збройних силах, які служили за межами Канади.
При заснуванні союзу до нього ввійшли 37 членів. У 1944 чисельність членів близько 5 000, в середині 1945 близько 12 000 (1/4 всіх вояків-українців кандійського війська). По звільненні вояків з військової служби й повернення до Канади вони заснували Союз Українських Канадійських Ветеранів (деякий час діяли один поряд одного ці обидва союзи). СУКВ з вересня 1943 року видавав англомовний «Бюлетень СУКВ».
Головою СУКВ був Панчук Богдан, серед інших діячів — Володимир Веселовський, Стефан Калин, Василь Керилюк, Олена Козіцька, Михайло Луцик, Ольга Павлюк, Петро Смильський, Святослав Фроляк, Анна Храплива, Анна Чернявська, Іван Юзик, Антін Яремович.